# HMS Hursley (L84)
Le HMS Hursley (pennant number L84) est un destroyer d'escorte de classe Hunt de type II construit pour la Royal Navy pendant la Seconde Guerre mondiale

## Construction
Le Hursley est commandé le 20 décembre 1939 dans le cadre du programme d'urgence de la guerre de 1939 pour le chantier naval de Swan Hunter and Wigham Richardson Ltd. de Wallsend-on-Tyne en Angleterre sous le numéro J4139. La pose de la quille est effectuée le 21 décembre 1940 1940, le Hursley est lancé le 25 juillet 1941 et mis en service le 2 avril 1942.
Il est parrainé par la communauté civile de Ringwood dans le Hampshire pendant la campagne nationale du Warship Week (semaine des navires de guerre) en mars 1942.
Les navires de classe Hunt sont censés répondre au besoin de la Royal Navy d'avoir un grand nombre de petits navires de type destroyer capables à la fois d'escorter des convois et d'opérer avec la flotte. Les Huntde type II se distinguent des navires précédents type I par une largeur (Maître-bau) accru afin d'améliorer la stabilité et de transporter l'armement initialement prévu pour ces navires.
Le Hunt type II mesure 80,54 m de longueur entre perpendiculaires et 85,34 m de longueur hors-tout. Le Maître-bau du navire mesure 9,60 m et le tirant d'eau est de 3,51 m. Le déplacement est de 1070 t standard et de 1510 t à pleine charge.
Deux chaudières Admiralty produisant de la vapeur à 2100 kPa et à 327 °C alimentent des turbines à vapeur à engrenages simples Parsons qui entraînent deux arbres d'hélices, générant 19 000 chevaux (14 000 kW) à 380 tr/min. Cela donné une vitesse de 27 nœuds (50 km/h) au navire. 281 t de carburant sont transportés, ce qui donne un rayon d'action nominale de 2 560 milles marins (4 740 km) (bien qu'en service, son rayon d'action tombe à 1 550 milles marins (2 870 km)).
L'armement principal du navire est de six canons de 4 pouces QF Mk XVI (102 mm) à double usage (anti-navire et anti-aérien) sur trois supports doubles, avec un support avant et deux arrière. Un armement antiaérien rapproché supplémentaire est fourni par une monture avec des canons quadruple de 2 livres "pom-pom" MK.VII et deux  canons Oerlikon de 20 mm Mk. III montés dans les ailes du pont. Les montures jumelles motorisées d'Oerlikon sont remplacées par des Oerlikons simples au cours de la guerre. Jusqu'à 110 charges de profondeur pouvaient être transportées,. Le navire avait un effectif de 168 officiers et hommes,.

## Histoire

### Seconde guerre mondiale

#### HMSHursley
Après des essais en mer, le Hursley est mis en service le 2 avril 1942. Il va à Scapa Flow pour s'entraîner puis rejoint l'escorte du convoi PQ 15 à destination de Mourmansk et au retour. Assignée à l'Eastern Fleet, il rejoint en mai l'escorte du convoi WS 19 pour Durban. Ensuite il fait partie de la 5e flottille de destroyers qui a perdu beaucoup de navires dans l'opération Vigorous et navigue vers Alexandrie, en Égypte, où il est déployé pour des missions de flottille dans la Méditerranée orientale.
Le 14 septembre, le Hursley et le Aldenham escortent le remorqueur Brigand pour un rendez-vous avec le croiseur Coventry et le destroyer Zulu, tous deux endommagés lors de l'operation Agreement à Tobrouk. Le Coventry coule tandis que le Hursley remorque le Zulu, mais attaqué par un avion ennemi, le Zulu coule aussi.
En octobre, le Hursley effectue deux opérations de diversion Lightfoot et Supercharge pendant la seconde bataille d'El Alamein.
Le 17 novembre, il est déployé pour la défense du convoi de secours pour Malte MW 13 dans le cadre de l'opération Stoneage, qui subit une attaque aérienne mais arrive bien le 19 et rentre à Alexandrie le 21.
Le 14 janvier 1943, il participe au naufrage du sous-marin italien Narvalo avec le destroyer Pakenham. Le sous-marin transporte des munitions et du carburant à Tripoli et onze prisonniers de guerre britanniques. 28 Italiens et 8 des prisonniers sont morts dans le naufrage.
En février, il fait partie de l'escorte du convoi XT 3 entre Alexandrie et Tripoli et participe le 19 à la submersion du sous-marin allemand U-562 avec le destroyer Isis ainsi qu'un bombardier Vickers Wellington dans la mer Méditerranée au nord-est de Benghazi.
Transférée à la 22e flottille de destroyers, ses fonctions de défense et de soutien de convoi se poursuivirent en avril. Le 8 mai, il est déployé dans le cadre de l'opération Retribution, une partie du blocus positionnée dans la région du Cap Bon pour intercepter les navires évacuant les troupes ennemies d'Afrique du Nord. Le 12 mai, il participe à une opération de débarquement sur l'île tunisienne de Zembra avec l’Aldenham et le navire de la marine hellénique Kanaris, puis rentre à Malte avec les soldats capturés à l'ennemi.
Après des tâches d'escorte et de soutien habituelles, il rejoint en juillet l'escorte des convois d'assaut et soutient les débarquements lors de l'invasion de la Sicile par les Alliés. Il est rattaché au groupe d'escorte R et quitte Alexandrie pour faire partie de l'escorte du convoi MWF 36 ; il retourne ensuite à Alexandrie le lendemain pour escorter le convoi MWS 36. Il va à Syracuse pour d'autres missions d'escorte.
En septembre, le Hursley est rattaché à la Levant Schooner Flotilla pour soutenir les opérations militaires de la campagne du Dodécanèse en vue d'occuper diverses îles grecques occupées par les Italiens après l'armistice avec l'Italie. Le Hursley reste en opération dans la mer Égée jusqu'au 2 novembre, date à laquelle il est muté dans la marine de guerre hellénique et renommée Kriti ("Crète").

#### HHelMSKriti
Malgré son nouveau nom et son nouvel équipage, le navire fait toujours partie de la 22e flottille de destroyers et, en janvier 1944, il est affecté à l'escorte des convois d'Afrique du Nord à Naples en vue du débarquement allié prévu à Anzio. Il est rattaché à la force d’attaque sud ("Force X-Ray") sous le commandement de la marine américaine pour appuyer le débarquement du 6e corps d'armée américain. Le 20 janvier, il quitte Naples et deux jours plus tard, alors que les troupes débarquent à terre, il apporte son soutien malgré les attaques aériennes ennemies. Le Kriti reste à Anzio jusqu'en février, assurant la défense des convois militaires et un appui aux troupes au sol.
De mars à juillet, il reprend ses fonctions normales de flottille alors qu’il est basé à Alger, puis participe en août au débarquement en Provence. Il quitte Naples le 12 août pour faire partie de l'escorte du convoi SF2, qui compte 38 LCI, et arrive à Saint-Tropez deux jours plus tard.
Le Kriti reprend ses fonctions habituelles en septembre, mais est transféré à la force égéenne britannique afin de soutenir les opérations militaires visant à réoccuper les îles de la mer Égée et le continent grec. En novembre, il est transféré dans la 12e flottille grecque au Pirée et est engagé dans le soutien aux opérations militaires dans la mer Égée jusqu'à la fin de la guerre en Europe en mai 1945.

### Après-guerre
Après le 8 mai 1945, il est remis à la marine de guerre hellénique et y reste jusqu’au 12 décembre 1959, date à laquelle il est rendu à la Royal Navy qui le place sur la liste de réserve. Le navire est vendu pour être démantelé en Grèce le 27 avril 1960 et remorqué vers des démolisseurs plus tard au cours de la même année.

### Honneurs de bataille
- MEDITERRANEAN 1942-43
- SICILY 1943
- AEGEAN 1943

### Commandements
- Lieutenant (Lt.) William John Patrick Church (RN) du 3 février 1942 à décembre 1943